# 100.000 dollari per Lassiter
100.000 dollari per Lassiter è un film del 1966, diretto da Joaquín Luis Romero Marchent.

## Trama
In una regione desertica, Martin, costretto con la sedia a rotelle, fa parte di una banda di criminali messicani per raccogliere gli affitti e uccidere chiunque tenti di fare l'eroe. Poi arriva Lassiter, dice Martin che lui sa dov'è Frank, l'uomo che lo ha reso uno storpio.